# Drumul european E65
E65 este un drum european de referință nord-sud care începe la Malmö în Suedia, traversează estul Poloniei, Republica Cehă, vestul Slovaciei și al Ungariei, Croația, Bosnia și Herțegovina, Muntenegru, sud-vestul Serbiei, Kosovo, vestul Macedoniei, Grecia, terminându-se în Creta, la Chania.

## Traseu și drumuri locale
- Suedia
  - Malmö–Ystad
  -  Ystad–Świnoujście
- Polonia
  -  Świnoujście–Goleniów
  -  Goleniów–Szczecin
  -  Szczecin–Gorzów Wielkopolski
  -  Gorzów Wielkopolski (Baczyna–Nowy Dwor)
  -  Gorzów Wielkopolski–Sulechów
  -  Sulechów–Nowa Sól
  -  Nowa Sól–Szklarska Poręba/Harrachow
- Cehia
  -  Harrachow–Turnov
  -  Turnov–Praga
  -  Praga–Brno
  -  Brno–Lanzhot/Kúty
- Slovacia
  -  Kúty–Bratislava–Rusovce/Rajka
- Ungaria
  -  Rajka–Hegyeshalom
  -  Hegyeshalom–Mosonmagyaróvár
  -  Mosonmagyaróvár–Körmend
  -  Körmend–Zalaegerszeg
  -  Zalaegerszeg–Nagykanizsa
  -  Nagykanizsa–Letenye/Goričan
- Croația
  -  Goričan–Zagreb
  -  Zagreb (Ivanja Reka–Hrvatski Leskovac)
  -  Zagreb–Bosiljevo
  -  Bosiljevo–Rijeka
  -  Rijeka–Senj
  -  Senj–Rapain Klanac
  -  Rapain Klanac–Dragljane
  -  Dragljane–Mali Prolog
  -  Mali Prolog–Ploče
  -  Ploče–Klek/Neum
- Bosnia și Herțegovina
  - Neum/Stedrica
- Croația
  -  Stedrica–Dubrovnik–Pločice/Sutorina
- Muntenegru
  - Sutorina–Kotor–Budva–Podgorica–Bać/Špiljani
- Serbia
  -   2  Špiljani–Vesenice/Banje
- Kosovo
  -   M2  Banje–Priștina–Hani i Elezit/Blațe
- Macedonia de Nord
  -  Blațe–Skopje
  -  Skopje–Podmolje
  -  Podmolje–Bitola
  -  Bitola–Medjitlija/Níki
- Grecia
  -  Níki–Lamia
  -  Lamia–Damasta
  -  Damasta–Itea
  -  Itea–Rhion
  -  Rhion–Korinthos
  -  Korinthos–Kalamata
  -  Kalamata–Kissamos
  -  Kissamos–Chania